# Kamada Ekadashi
Kamada Ekadasi es un festividad hindú celebrada el undécimo día lunar (ekadashi) de la quincena de la luna crecinte en el mes de Chaitra (entre marzo y abril). Es el primer ekadashi después del Año Nuevo Hindú y como su nombre Kamada sugiere, se cree que se conceden todos los deseos.

## Leyenda
La leyenda sobre Kamada Ekadashi está narrada por Krishna al rey Pandava Yudhishthira en el Varaha Purana como fue contada por el sabio Vasishtha al rey Dilipa. Una vez, una joven pareja gandharva, Lalit y su mujer Lalita, vivían en la ciudad de Ratnapura, una ciudad altamente próspera decorada con oro y plata gobernada por el Rey Pundarika. Lalit era un famoso cantante, mientras Lalita era una bailarina de renombre en la corte real. Un día que Lalit cantaba en la corte, su atención voló de la canción a su esposa, ausente en la corte. Como resultado se fue de tiempo y acabó incorrectamente su interpretación.Una serpiente de la región de Patala llamada Karkotaka sabía bien del misterio de esta situación y se quejó al rey del asunto diciéndole que Lalit consideraba su mujer más importante que su maestro, el rey. Enfurecido, el Rey Pundarika maldijo a Lalit a convertirse un monstruoso caníbal de más de cien kilómetros de altura. Su cuello era como una montaña, sus brazos de trece kilómetros y su boca de la medida de una cueva enorme. Esto afligió mucho a Lalita quién vagó alrededor de los bosques con su monstruoso marido con quien enfrentaron actividades pecaminosas.
Mientras vagaban alrededor de las colinas de Vindhyachal, Lalita se encontró con el sabio Shringi. Presentando sus respetos al sabio, le apeló una solución a su problema. El sabio Shringi le dijo que observe el vrata (voto) de Kamada Ekadasi para expiar los pecados de su marido. Lalita observó el ayuno de ekadashi con gran devoción y al día siguiente visitó al sabio de nuevo y se inclinó ante Krishna. Le pidió liberar a su marido de la maldición del rey como recompensa del mérito religioso obtenido por el ayuno. Con la bendición de Krishna, Lalit restauró a Lalita su forma gandharva original. Después, fueron llevados al paraíso en una carroza voladora celestial.

## Prácticas
Después de tomar un baño la mañana de Kamada ekadashi,la persona devota observa un ayuno. La devoción es también dirigida a Vishnu en la forma de Krishna, a menudo en un templo cercano.[3][5]
El mérito religioso obtenido de este, trata de que se concedan todos los deseos, para limpiar incluso el pecado más atroz que haya cometido (como el asesinato de un Brahmin) y para liberar a miembros familiares de maldiciones.